# Edward Marjoribanks (2e baron Tweedmouth)
Pour les articles homonymes, voir Edward Marjoribanks.
Edward Marjoribanks, 2e baron Tweedmouth, (8 juillet 1849-15 septembre 1909), est un homme politique britannique libéral qui siège à la Chambre des communes de 1880 à 1894 puis hérite de sa pairie, et entre à la Chambre des lords. Il occupe divers postes dans les gouvernements libéraux de la fin du XIXe siècle et du début du XXe siècle.

## Biographie
Il est le fils de Dudley Marjoribanks (1er baron Tweedmouth), et d'Isabella, fille de James Hogg (1er baronnet). Ishbel Hamilton-Gordon, marquise d'Aberdeen et Temair, est sa sœur. Il descend de Joseph Marjoribanks, un marchand de vin et de poisson à Édimbourg décédé en 1635 et aurait été le petit-fils de Thomas Marjoribanks de Ratho, chef du clan de plaine Marjoribanks . Il fait ses études à Christ Church, Oxford, mais est expulsé en 1870 à la suite d'une farce qui a causé des dommages aux sculptures de l'université .

### Carrière politique

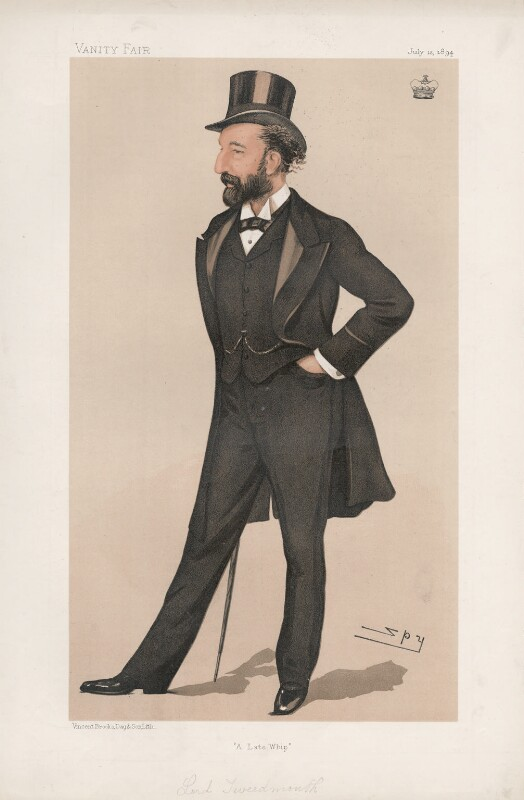
Tweedmouth

Il est élu député pour le Berwickshire en 1880, un siège qu'il occupe jusqu'en 1894. Le siège avait été occupé au début du siècle par son grand-oncle, John Marjoribanks (1er baronnet) et puis son cousin, Charles Albany Marjoribanks.
Il sert sous William Ewart Gladstone comme contrôleur de la maison entre février et juillet 1886 et est admis au Conseil privé la même année. Lorsque les libéraux reviennent au pouvoir sous Gladstone en 1892, il est nommé secrétaire parlementaire du Trésor (whip en chef). Il succède à son père dans la baronnie en mars 1894, quelques jours seulement avant que Gladstone ne démissionne et que Lord Rosebery ne devienne Premier ministre. Rosebery le nomme Lord du sceau privé avec un siège au cabinet et, en mai 1894, il devient également Chancelier du duché de Lancastre. Il conserve ces postes jusqu'à la chute du gouvernement en 1895.
Après dix ans d'opposition, les libéraux reprennent le pouvoir en décembre 1905 sous la direction d'Henry Campbell-Bannerman, qui nomme Tweedmouth premier lord de l'amirauté avec un siège au cabinet. Au début de 1908, il est critiqué pour avoir correspondu avec l'empereur allemand Guillaume II sur le programme naval britannique. L'affaire est renvoyée à la Chambre des communes. Le Chancelier de l'Échiquier Herbert Henry Asquith déclare finalement que la correspondance est "une communication purement personnelle et privée, conçue dans un esprit entièrement amical" et aucune mesure n'a été prise. Cependant, lorsque Asquith succède à Campbell-Bannerman comme Premier ministre en avril 1908, Tweedmouth quitte la tête de l'Amirauté et devient Lord président du Conseil. Il souffre d'une dépression nerveuse en juin 1908, état qui expliquerait en partie son indiscrétion dans ses communications avec l'empereur allemand sur les questions navales. Bien que sa santé se soit rétablie plus tard, il démissionne en octobre 1908. Il est fait chevalier du chardon en 1908.
Défenseur des droits des travailleurs et de la législation sociale,,, Tweedmouth est favorable à l'alliance du Parti libéral avec le Parti travailliste à l'approche des élections générales de 1906, estimant que les libéraux ne pouvaient pas gagner sans elle, et considère comme une «connerie» l'idée qu'une telle alliance signifiait une législation de classe.
Il est décédé le 15 septembre 1909.

## Famille
Lord Tweedmouth épouse Fanny Octavia Louise (1853–1904), fille de John Spencer-Churchill (7e duc de Marlborough) et tante de Winston Churchill, en 1873. Elle serait morte d'un cancer en août 1904, âgée de 51 ans "au pavillon de tir Glen Affric de Lord Tweedmouth". Ils ont un fils, Dudley Marjoribanks (3e baron Tweedmouth) (1874–1935),.
Après la mort de Lady Tweedmouth, Lord Tweedmouth vend le Lairdship de Glen Affric, la propriété comprenant le domaine Guisachan et le parc aux cerfs que sa famille possédait depuis les années 1850,. Il a été un " laird généreux" qui, comme son père, "faisait beaucoup pour le peuple" de son domaine; les «liens qui unissaient le peuple de Glen Affric avec le Laird et sa dame étaient étroits»,.
Lord Tweedmouth survit cinq ans à sa femme et est décédé en septembre 1909, à l'âge de 60 ans. Son fils, Dudley lui succède.
De 1883 à 1896, il est propriétaire et investisseur de Rocking Chair Ranche situé dans le comté de Collingsworth, au Texas, avec son père, Dudley Marjoribanks (1er baron Tweedmouth), et son beau-frère, John Hamilton-Gordon.